# جورج كارتر (لاعب اتحاد الرغبي)
جورج كارتر (بالإنجليزية: George Carter)‏ هو لاعب اتحاد الرغبي نيوزيلندي، ولد في 8 أبريل 1854 في أوكلاند في نيوزيلندا، وتوفي بنفس المكان في 1 أبريل 1922.